# Kroatiska rättspartiet dr. Ante Starčević
Kroatiska rättspartiet dr. Ante Starčević (kroatiska: Hrvatska stranka prava dr. Ante Starčević, förkortat HSP-AS) är ett högerorienterat politiskt parti i Kroatien. Partiet grundades 2009 och är uppkallat efter Ante Starčević.
I parlamentsvalet 2011 erhöll partiet i koalition med det högerextrema Kroatiska rena rättspartiet en parlamentsplats i Sabor. Sedan den 1 juli 2013 innehar partiet ett mandat i Europaparlamentet där dess representant är medlem av ECR. 

## Historia
Partiet grundades den 6 september 2009 sedan en fraktion ledd av Ruža Tomašić valde att lämna Kroatiska rättspartiet i protest mot hur partiet leddes av den dåvarande partiledaren Anto Đapić.

## Partiledare
- Ruža Tomašić, 2009-